# Gorublyane Knoll
Der Gorublyane Knoll (englisch; bulgarisch Горублянска могила Gorubljanska mogila) ist ein 775 m hoher Hügel auf der Trinity-Halbinsel im Grahamland auf der Antarktischen Halbinsel. Er ragt 3,9 km nördlich des Poynter Hill und 9,6 km südlich bis östlich des Notter Point an der Basis der Beliza-Halbinsel auf. Der Gavin-Piedmont-Gletscher liegt nördlich und östlich von ihm.
Deutsche und britische Wissenschaftler nahmen 1996 seine Kartierung vor. Die bulgarische Kommission für Antarktische Geographische Namen benannte ihn 2010 nach der Ortschaft Gorubljane im Westen Bulgariens, die inzwischen zum Stadtgebiet Sofias gehört.